# Малакофф — Рю-Этьен-Доле (станция метро)
«Малакофф — Рю-Этьен-Доле» (фр. Malakoff - Rue Étienne-Dolet) — станция линии 13 Парижского метрополитена, расположенная в коммуне Малакофф — одном из южных ближайших пригородов Парижа. Названа по самой коммуне Малакофф и одной из близлежащих к станции метро улиц (фр. Rue Étienne-Dolet), получившей своё название по имени французского писателя, поэта и учёного-гуманиста Этьена Доле, ставшего жертвой французской инквизиции.

## История
- Станция открылась 9 ноября 1976 года в составе одного из двух пусковых участков, открывшихся в этот день и коренным образом изменивших историю линии 13 (участок Порт-де-Ванв — Шатийон — Монруж).
- Пассажиропоток по станции по входу в 2011 году, по данным RATP, составил 1 846 661 человек[1]. В 2013 году этот показатель вырос до 1 881 782 пассажиров (254 место по уровню входного пассажиропотока в Парижском метро)[2].

## Галерея
- Прибытие поезда серии MF 77 на станцию